# جون ماسون (دبلوماسي)
السير جون ماسون (1503 - 20 أبريل 1566) كان دبلوماسيًا وجاسوسًا إنجليزيًا.

## الأصول والتعليم
ولد ميسون لأبوين متواضعين في أبينجدون في بيركشاير (الآن أوكسفوردشاير) عام 1503. قيل أن والده كان راعي بقر، كانت والدته أخت راهب في دير أبينجدون. ربما توماس رولاند، رئيس الدير الأخير.
هناك شائعات بأن ماسون كان، في الواقع، ابن رئيس الدير غير الشرعي.
لعب رولاند دورًا مهمًا في تعليمه، فأرسله إلى مدرسة الدير، تليها كلية أول سولز، أكسفورد، حيث أصبح زميلًا في عام 1521، وحصل على درجة البكالوريوس في 8 يوليو 1521 ، و ماجستير في 21 فبراير 1525.  وقد تم تعيينه أيضًا مساعدًا عام 1521.
في أكسفورد، جذب انتباه السير توماس مور، الذي حث هنري الثامن لتعيينه باحثا خاصا للملك في باريس، بأجر سنوي قدره 3 جنيه استرليني، والذي تم مضاعفته في عام 1531.
عزز الدخل بدرجة أكبر عن طريق اعطائه العديد من المناصب الكنسية في بيركشاير.

## مسيرته المهنية
أصبح رئيس جامعة أكسفورد مابين 1552-1556 و1559-1564.
كان عضوًا في برلمان ريدنغ (دائرة برلمان المملكة المتحدة) عام 1547، وفي هامبشاير (دائرة برلمان المملكة المتحدة) في أربع مناسبات بين 1554 و1563.
عمل لدى العديد من ملوك تيودور لجمع المعلومات عن القارة الأوروبية وكدبلوماسي. وحصل على لقب فارس من قبل إدوارد السادس وجعله عميد وينشستر.
سميت مدرسة جون ماسون، وهي مدرسة ثانوية في أبينجدون، باسمه.